# منتخب التشيك لكرة الأرض للسيدات
منتخب التشيك الوطني لكرة الأرض للسيدات (بالتشيكية: Česká florbalová reprezentace žen)‏ هو ممثل التشيك الرسمي في المنافسات الدولية في كرة الأرض للسيدات.